# Snow Cougar
Snow Cougar è il quarto extended play del rapper statunitense Yung Gravy, pubblicato il 4 maggio 2018 e composto da 8 tracce.

## Tracce
1. Knockout – 3:16
2. Early Afternoon Stroll – 2:37
3. Suavecito – 3:18
4. 1 Thot 2 Thot Red Thot Blue Thot – 2:11
5. Kathleen – 3:38
6. Clock – 3:10
7. Mr. Clean – 3:31